# パラグアイカイマン
パラグアイカイマン（学名:Caiman yacare）は、 アリゲーター科に分類されるワニの一種。パラグアイメガネカイマンとも呼ばれる。英名はjacare caiman、Paraguayan caiman、piranha caiman、red caiman、southern spectacled caiman。アルゼンチン、ボリビア、ブラジル、パラグアイに分布する。体色は茶色で暗い斑点があり、雄は全長2-3m、体重約40-50kgに達し、雌は全長1.4m、体重約15-20kgに達する。湖、川、湿地に生息する。主に巻貝などの水生生物を捕食するが、時々陸生の脊椎動物も捕食する。交尾は雨期に行われ、卵は3月に孵化し、幼体は孵化後すぐに自力で生活する。1980年代にはワニ革を目的に大量に狩猟され、個体数が大幅に減少した。しかしその後の取引規制により、個体数は増加している。パンタナールの個体数は約1,000万頭で、IUCNのレッドリストでは低危険種とされている。

## 分類
1802年、フランソワ・マリー・ドゥダンによって Crocodilus yacare として初めて記載された:7。 種小名や英名の由来となった「yacare」は、トゥピ語の「jacaré (ワニを意味)」に由来し、その後ポルトガル語となった。
現生種ではメガネカイマンとクチビロカイマンとともにカイマン属を構成する。カイマン属には絶滅した化石種も8種ほど知られている。現存する6種のカイマンのうちの1種である。
2010年時点では近縁種との関係は不明瞭で複雑である。明確な結論は出ておらず、メガネカイマンの亜種とされることもあり、その場合学名は Caiman crocodilus yacare となる。この2種は形態学的には同一であるが、地理的な違いにより別種とみなされている:24。メガネカイマンおよび他の現存するカイマンとの関係は、DNAを用いた系統発生研究に基づく以下の系統樹で表される。
|  | Paleosuchus palpebrosus コビトカイマン  |
|  |                                         |
|  | Paleosuchus trigonatus ブラジルカイマン |
|  |                                         |

|  | \| \| Caiman crocodilus メガネカイマン \| \| \| \| \| \| Caiman yacare パラグアイカイマン \| \| \| \| |
|  | |
|  | Caiman latirostris クチビロカイマン                                                                   |
|  | |
|  | Caiman crocodilus メガネカイマン                                                                      |
|  | |
|  | Caiman yacare パラグアイカイマン                                                                      |
|  | |

|  | Caiman crocodilus メガネカイマン |
|  |                                  |
|  | Caiman yacare パラグアイカイマン |
|  |                                  |

|  | \| \| Caiman crocodilus メガネカイマン \| \| \| \| \| \| Caiman yacare パラグアイカイマン \| \| \| \| |
|  | |
|  | Caiman latirostris クチビロカイマン                                                                   |
|  | |
|  | Caiman crocodilus メガネカイマン                                                                      |
|  | |
|  | Caiman yacare パラグアイカイマン                                                                      |
|  | |

|  | Caiman crocodilus メガネカイマン |
|  |                                  |
|  | Caiman yacare パラグアイカイマン |
|  |                                  |

|  | Paleosuchus palpebrosus コビトカイマン  |
|  |                                         |
|  | Paleosuchus trigonatus ブラジルカイマン |
|  |                                         |

|  | \| \| Caiman crocodilus メガネカイマン \| \| \| \| \| \| Caiman yacare パラグアイカイマン \| \| \| \| |
|  | |
|  | Caiman latirostris クチビロカイマン                                                                   |
|  | |
|  | Caiman crocodilus メガネカイマン                                                                      |
|  | |
|  | Caiman yacare パラグアイカイマン                                                                      |
|  | |

|  | Caiman crocodilus メガネカイマン |
|  |                                  |
|  | Caiman yacare パラグアイカイマン |
|  |                                  |

|  | \| \| Caiman crocodilus メガネカイマン \| \| \| \| \| \| Caiman yacare パラグアイカイマン \| \| \| \| |
|  | |
|  | Caiman latirostris クチビロカイマン                                                                   |
|  | |
|  | Caiman crocodilus メガネカイマン                                                                      |
|  | |
|  | Caiman yacare パラグアイカイマン                                                                      |
|  | |

|  | Caiman crocodilus メガネカイマン |
|  |                                  |
|  | Caiman yacare パラグアイカイマン |
|  |                                  |

|  | Alligator sinensis ヨウスコウアリゲーター       |
|  |                                                 |
|  | Alligator mississippiensis アメリカアリゲーター |
|  |                                                 |

|  | Paleosuchus palpebrosus コビトカイマン  |
|  |                                         |
|  | Paleosuchus trigonatus ブラジルカイマン |
|  |                                         |

|  | \| \| Caiman crocodilus メガネカイマン \| \| \| \| \| \| Caiman yacare パラグアイカイマン \| \| \| \| |
|  | |
|  | Caiman latirostris クチビロカイマン                                                                   |
|  | |
|  | Caiman crocodilus メガネカイマン                                                                      |
|  | |
|  | Caiman yacare パラグアイカイマン                                                                      |
|  | |

|  | Caiman crocodilus メガネカイマン |
|  |                                  |
|  | Caiman yacare パラグアイカイマン |
|  |                                  |

|  | \| \| Caiman crocodilus メガネカイマン \| \| \| \| \| \| Caiman yacare パラグアイカイマン \| \| \| \| |
|  | |
|  | Caiman latirostris クチビロカイマン                                                                   |
|  | |
|  | Caiman crocodilus メガネカイマン                                                                      |
|  | |
|  | Caiman yacare パラグアイカイマン                                                                      |
|  | |

|  | Caiman crocodilus メガネカイマン |
|  |                                  |
|  | Caiman yacare パラグアイカイマン |
|  |                                  |

|  | Paleosuchus palpebrosus コビトカイマン  |
|  |                                         |
|  | Paleosuchus trigonatus ブラジルカイマン |
|  |                                         |

|  | \| \| Caiman crocodilus メガネカイマン \| \| \| \| \| \| Caiman yacare パラグアイカイマン \| \| \| \| |
|  | |
|  | Caiman latirostris クチビロカイマン                                                                   |
|  | |
|  | Caiman crocodilus メガネカイマン                                                                      |
|  | |
|  | Caiman yacare パラグアイカイマン                                                                      |
|  | |

|  | Caiman crocodilus メガネカイマン |
|  |                                  |
|  | Caiman yacare パラグアイカイマン |
|  |                                  |

|  | \| \| Caiman crocodilus メガネカイマン \| \| \| \| \| \| Caiman yacare パラグアイカイマン \| \| \| \| |
|  | |
|  | Caiman latirostris クチビロカイマン                                                                   |
|  | |
|  | Caiman crocodilus メガネカイマン                                                                      |
|  | |
|  | Caiman yacare パラグアイカイマン                                                                      |
|  | |

|  | Caiman crocodilus メガネカイマン |
|  |                                  |
|  | Caiman yacare パラグアイカイマン |
|  |                                  |

|  | Alligator sinensis ヨウスコウアリゲーター       |
|  |                                                 |
|  | Alligator mississippiensis アメリカアリゲーター |
|  |                                                 |

2亜種が知られている。亜種名は中井(2023)に従う。
- ボリビアカイマン Caiman yacare medemi Donoso-Barros, 1974
- ミナミカイマン (基亜種) Caiman yacare yacare (Daudin, 1802)

## 分布
その分布域は北はアルゼンチン、ボリビアから、南はブラジル、パラグアイまで及ぶ。クチビロカイマンは本種よりも東に、メガネカイマンは北に分布する。パラグアイカイマンは南米大陸で最も一般的な種の一つである。

## 形態

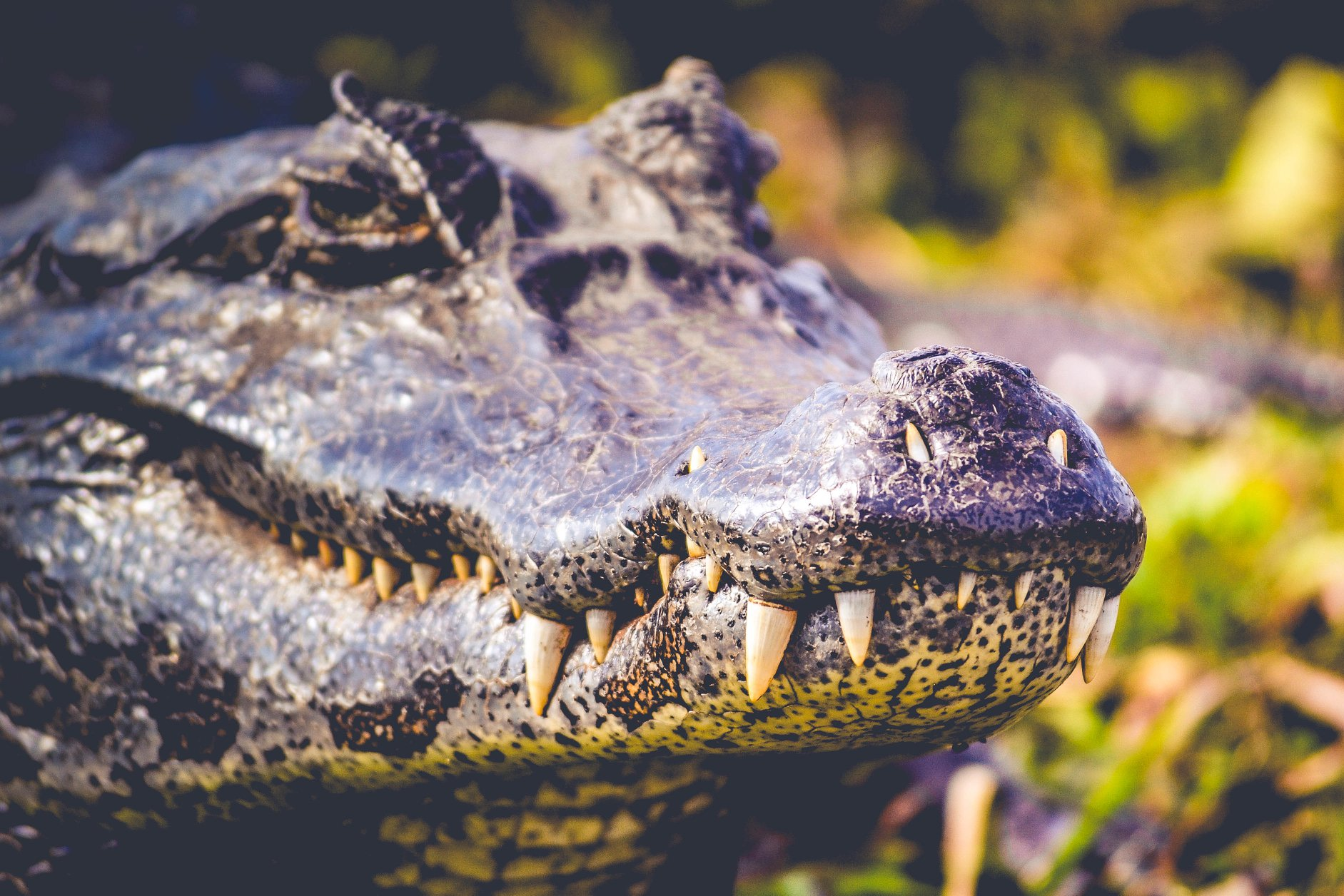
頭部

カイマンの中では中型で、体色は茶色である。雄は全長2-3m、体重は最大58kgに達する。雌ははるかに小さく、成体でも全長1.4m、体重14-23kgである:7。孵化直後の幼体の平均体長は、雌で12.49cm、雄で12.84cmである。ナショナル ジオグラフィックは、若い個体を「ブラジルの奥地のラグーンの岸の葦の間に浮かぶ、風に吹かれた小さな種子に見える」と説明している。1987年から2013年にかけてパンタナールで行われた成長の研究によると、雌雄ともに5歳時点の体長は約50cmであり、15歳までに成長はほぼ終了し、体長は雌で約80cm、雄で100cmを超える。また、個体によって成長率に大きなばらつきがあることも判明した。
体全体に黒い斑点が散らばっており、最も目立つのは下顎にある3-5個の斑点である。吻部は幅広く中程度の長さで、表面は滑らかである。まぶたには突起があり、目の間には湾曲した隆起がある:7。メガネカイマンと同様に、 鱗には皮骨板がある。歯は平均74本で、内訳は前上顎歯が5本、上顎歯が14-15本、下顎歯が17-21本である。口を閉じた際に下顎の歯が上顎の穴から見えることもある。この目立つ湾曲した歯により「piranha caiman (ピラニアのカイマン)」という通称が生まれた。また肉がピラニアと似た味がするためや、下顎が突き出た姿がピラニアに似るからという見解もある。

## 生態
本種は生態学的にもメガネカイマンに似ている:23。湖、川、湿地などの半陸上環境に生息するが、様々な生息地に適応することができる。生息地が攪乱されると、群れで別の場所に移動することがある:24。獲物は主に巻貝や魚などの水生生物だが、時にはヘビも捕食する。またカピバラを食べることも知られている。巻貝を捕食する際は、水に浮かぶ植物を探し、顎を使って殻を砕く。1986年7月のボリビアでの観察では、胃の内容物は多くが泥で、カイマンのものと思われる卵の殻の欠片も見つかった。一般的なワニは幼体が孵化した後、その卵の殻を食べることがある。
繁殖は通常、雨期の12月から2月に行われる。雌が泥や腐った植物を使って塚の形の巣を作る。産卵数は一般的には22-35個、最大44個だが、正確な数は生息地の種類によって異なる:24。 他のいくつかのワニよりも複数父性の割合が高い。雌は抱卵中に巣を守るが、人間の狩猟圧が高いときは保護が少なくなり、最終的に孵化率が低下する:24。 卵は3月に孵化する。幼体は親からの世話をほとんど受けず、自分で成長する。サギやコウノトリが幼体を食べることがあるため、日中は草に隠れている。雌は10-15歳で性成熟する。近縁種は約50歳まで生き、これがパラグアイカイマンの寿命の推定値として使われているが、正確な寿命は不明である。

## 人との関わり

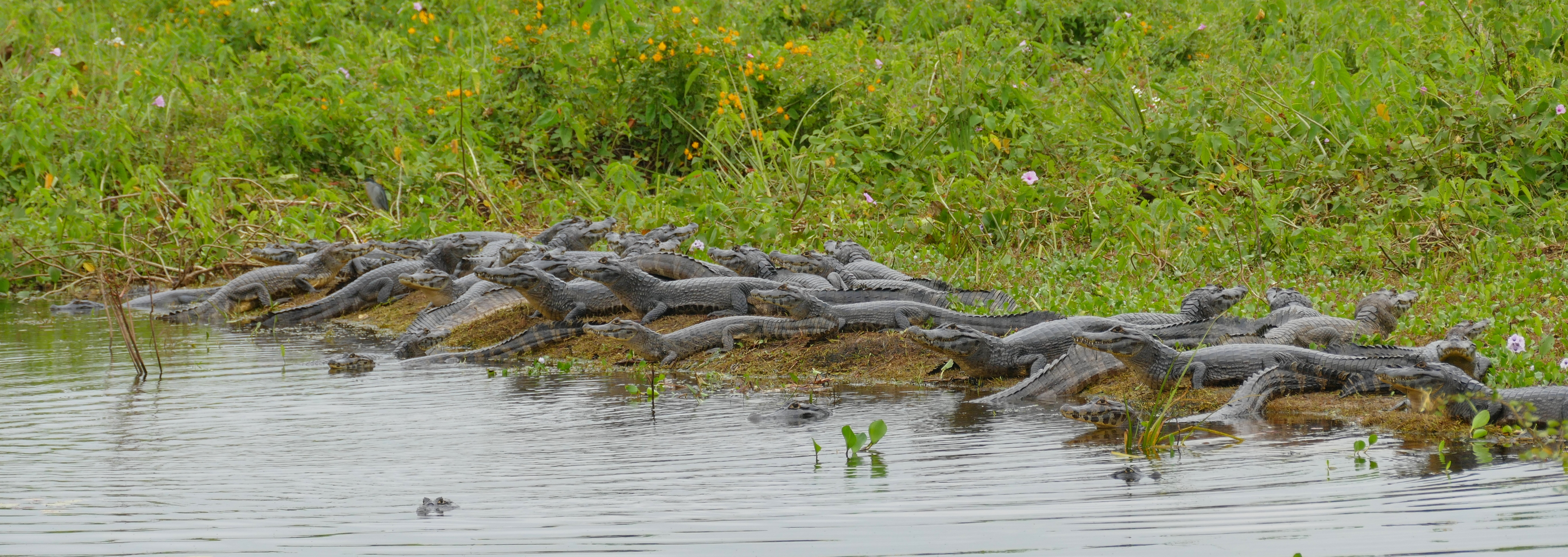
マットグロッソ州の群れ

1980年代には皮を目的とした狩猟が頻繁に行われ、個体数は減少していた。ハンターはしばしば水場へ行き、大量のパラグアイカイマンを射殺した。皮はワニ革に利用され、死骸の他の部分は水場に残された。皮には骨が多いため、以前は革のために狩猟されることはまれであったが、骨の少ない部分がいくつかあり、その部分はワニ革に利用できる:582。この狩猟により 、パラグアイカイマンの個体数は数百万頭減少した。1992年、ブラジルでワニ革の取引を禁止する禁止令が出された。その結果個体数は大幅に増加し、2013年現在、パンタナールだけで約1000万匹が生息している。現在は森林伐採、観光、ダムや港の建設、違法な狩猟などが脅威となっている。繁殖が早いため、狩猟の影響を受けにくくなっている。
IUCNは1996年にパラグアイカイマンを低危険種に指定した。1970年6月2日以降「endangered (絶滅の危機に瀕している種)」に指定されていたが、2000年6月5日には合衆国魚類野生生物局によって「threatened (絶滅の恐れがある種)」に指定された。ワシントン条約の附属書IIに掲載されている:23。

## 画像

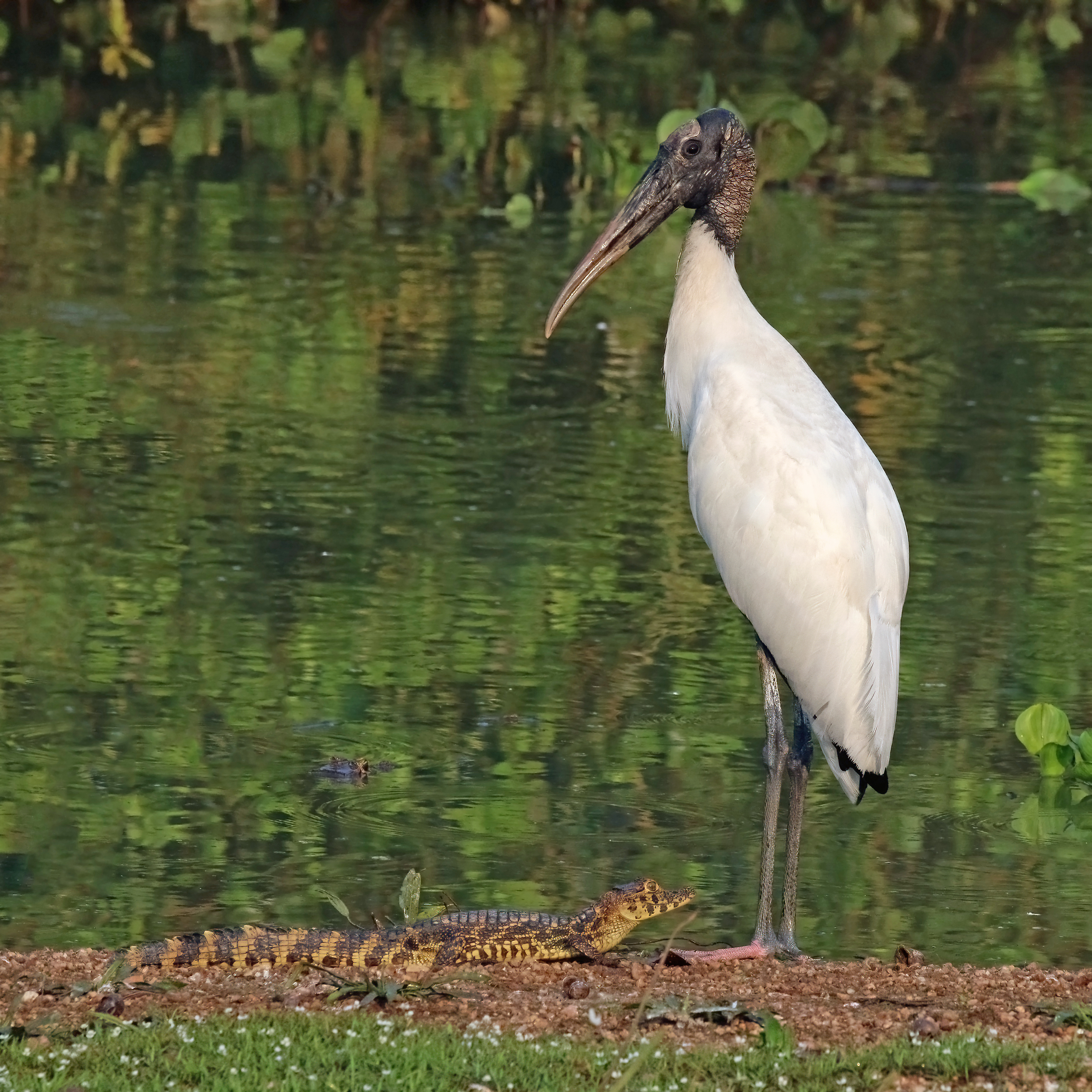
アメリカトキコウは幼体を捕食することがある
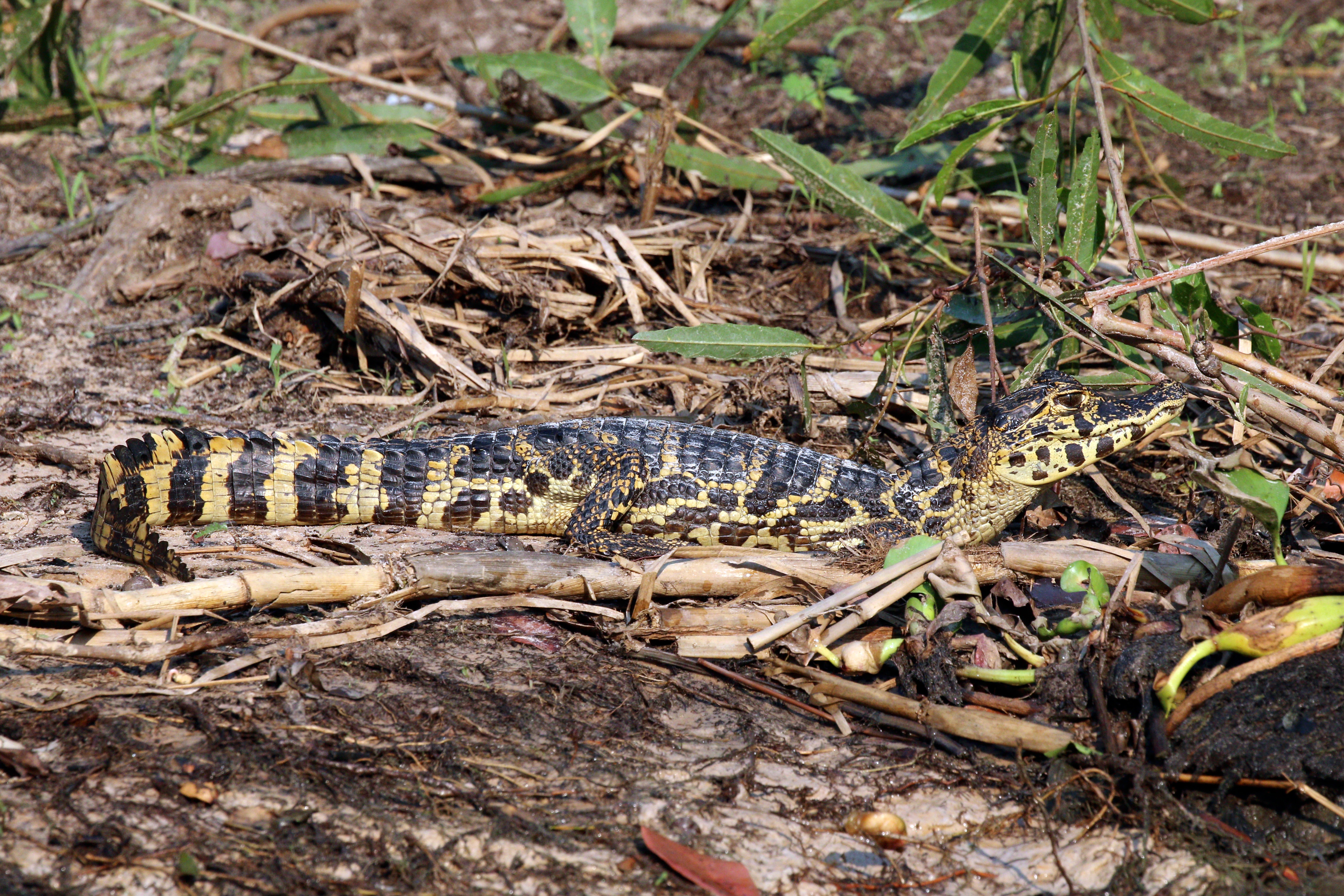
孵化後約1ヶ月の幼体
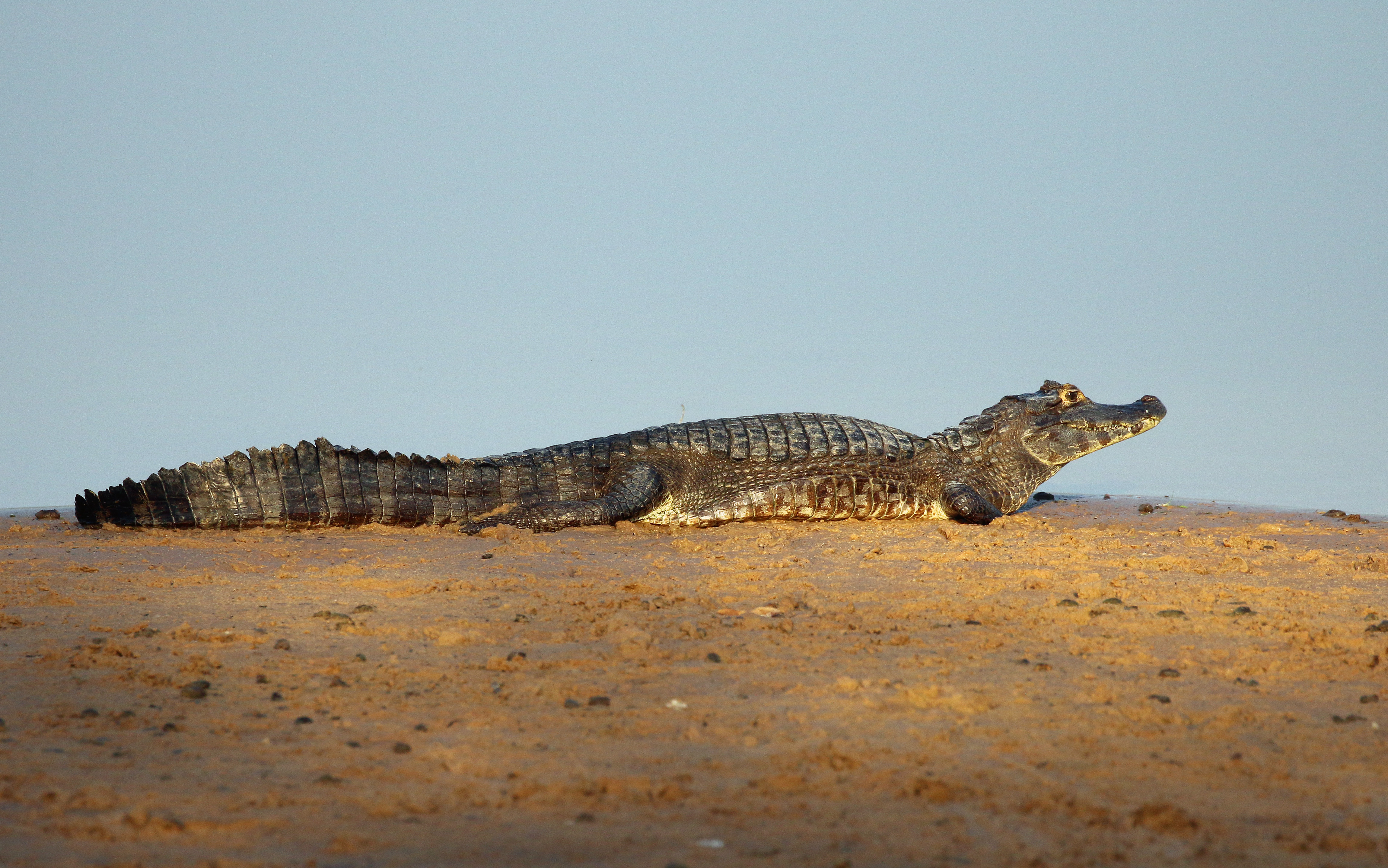
日光浴
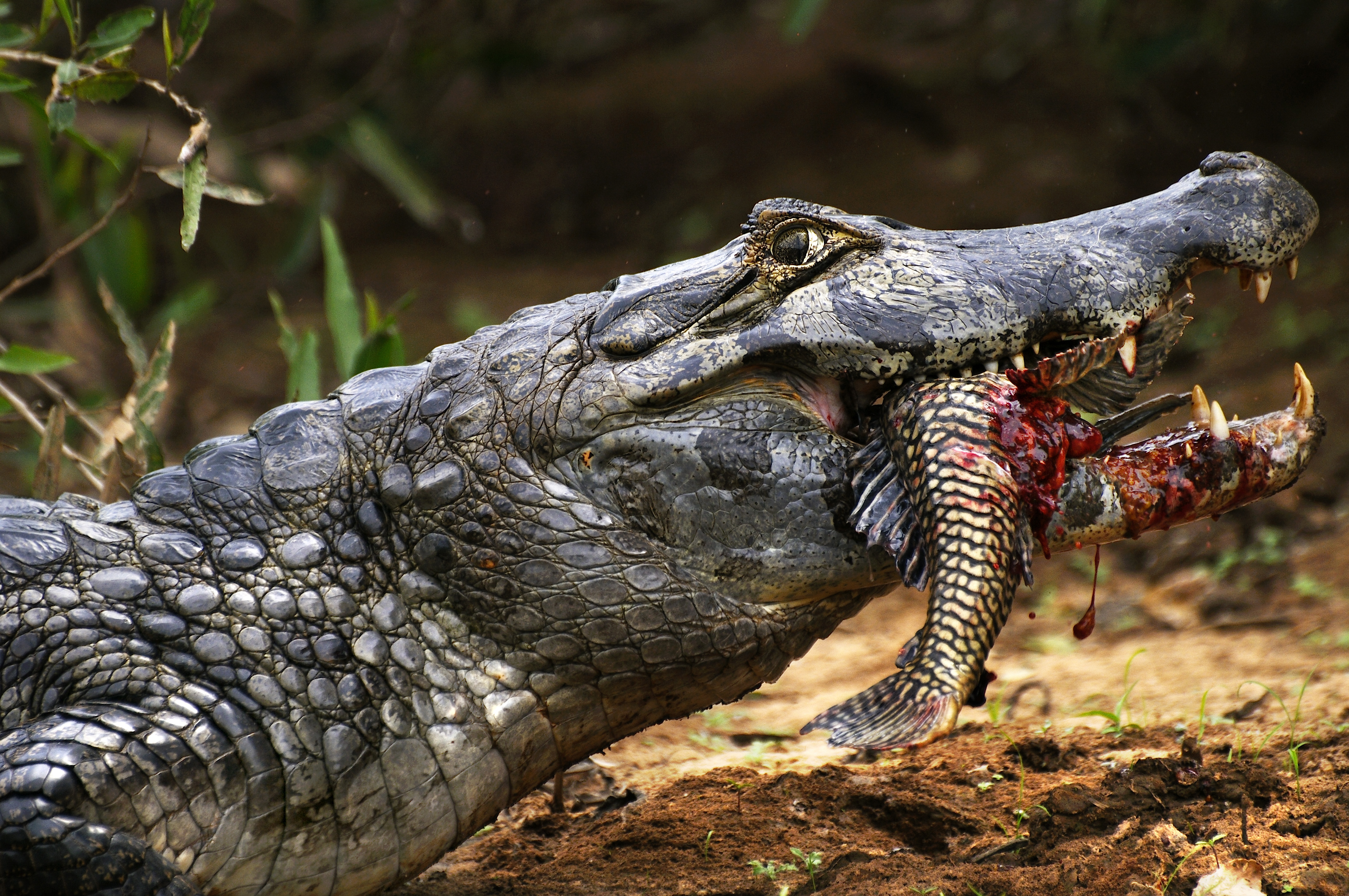
魚を食べる
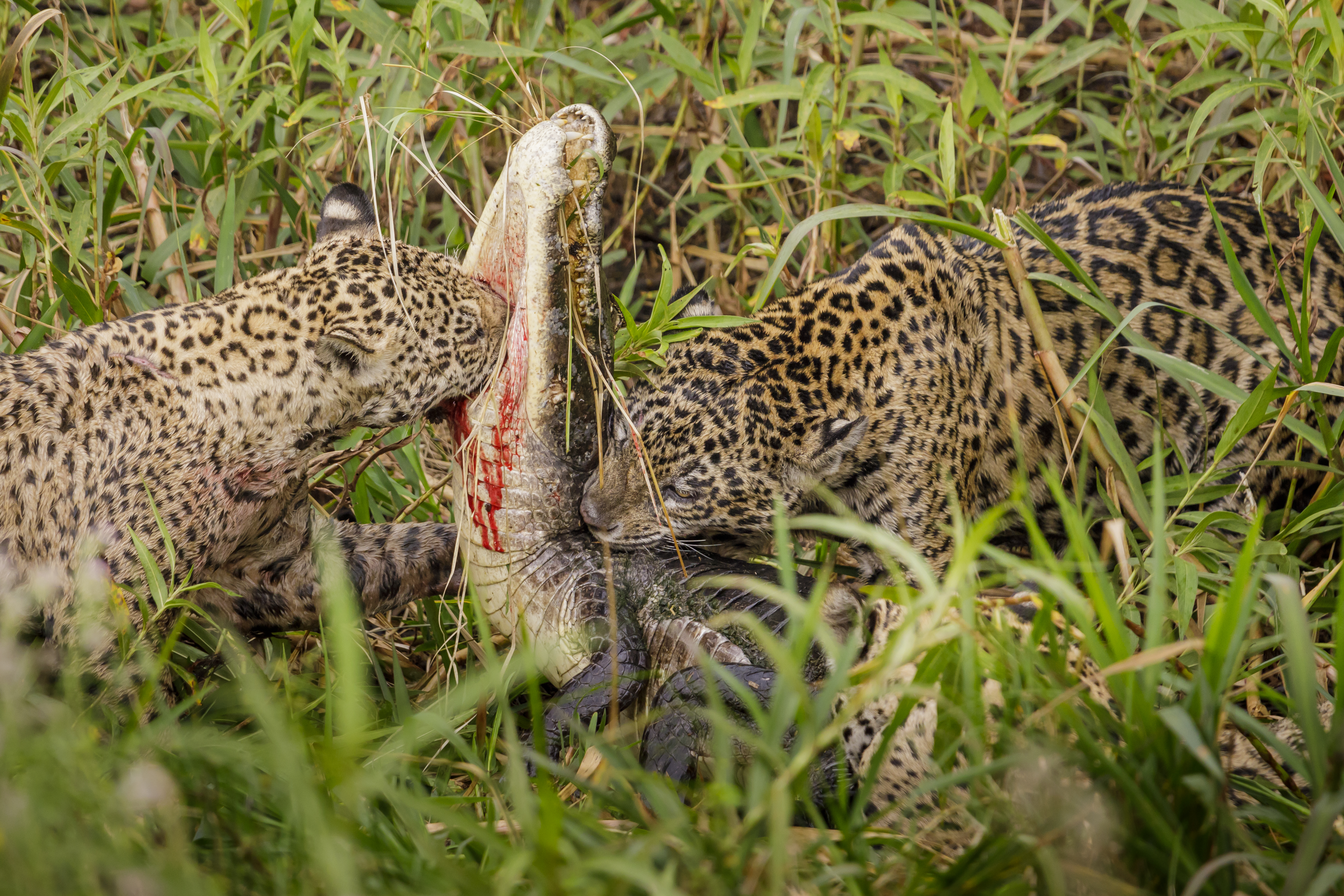
ジャガーはカイマンを捕食することがある